# Wschód Leśny
Wschód Leśny – jedna z dzielnic (jednostek strukturalnych) Włocławka. Praktycznie niezamieszkana – na dzielnicę składają się jezioro Czarne, lasy oraz tereny po byłym poligonie wojskowym. Według oficjalnego projektu Studium uwarunkowań i kierunków zagospodarowania przestrzennego z 2007 r. na północy Wschód Leśny graniczy z Al. Królowej Jadwigi, przemysłową linią kolejową i Al. Kazimierza Wielkiego, na wschodzie Wschód Leśny kończy się przed zabudowaniami przemysłowymi Al. Kazimierza Wielkiego i graniczy z Rybnicą, na południu granica dzielnicy przebiega przez las, a na zachodzie wzdłuż linii kolejowej nr 18.

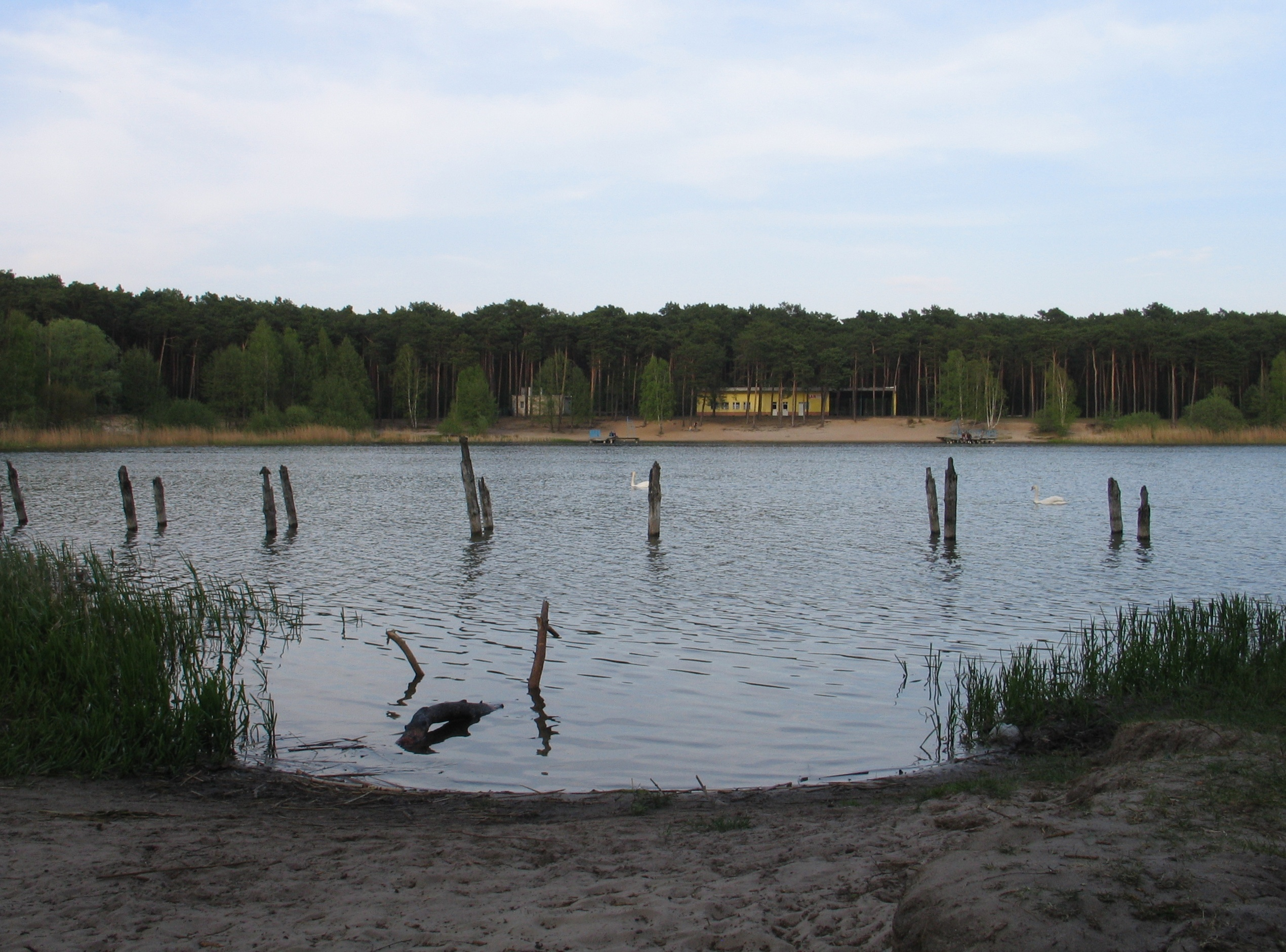
Jezioro Czarne
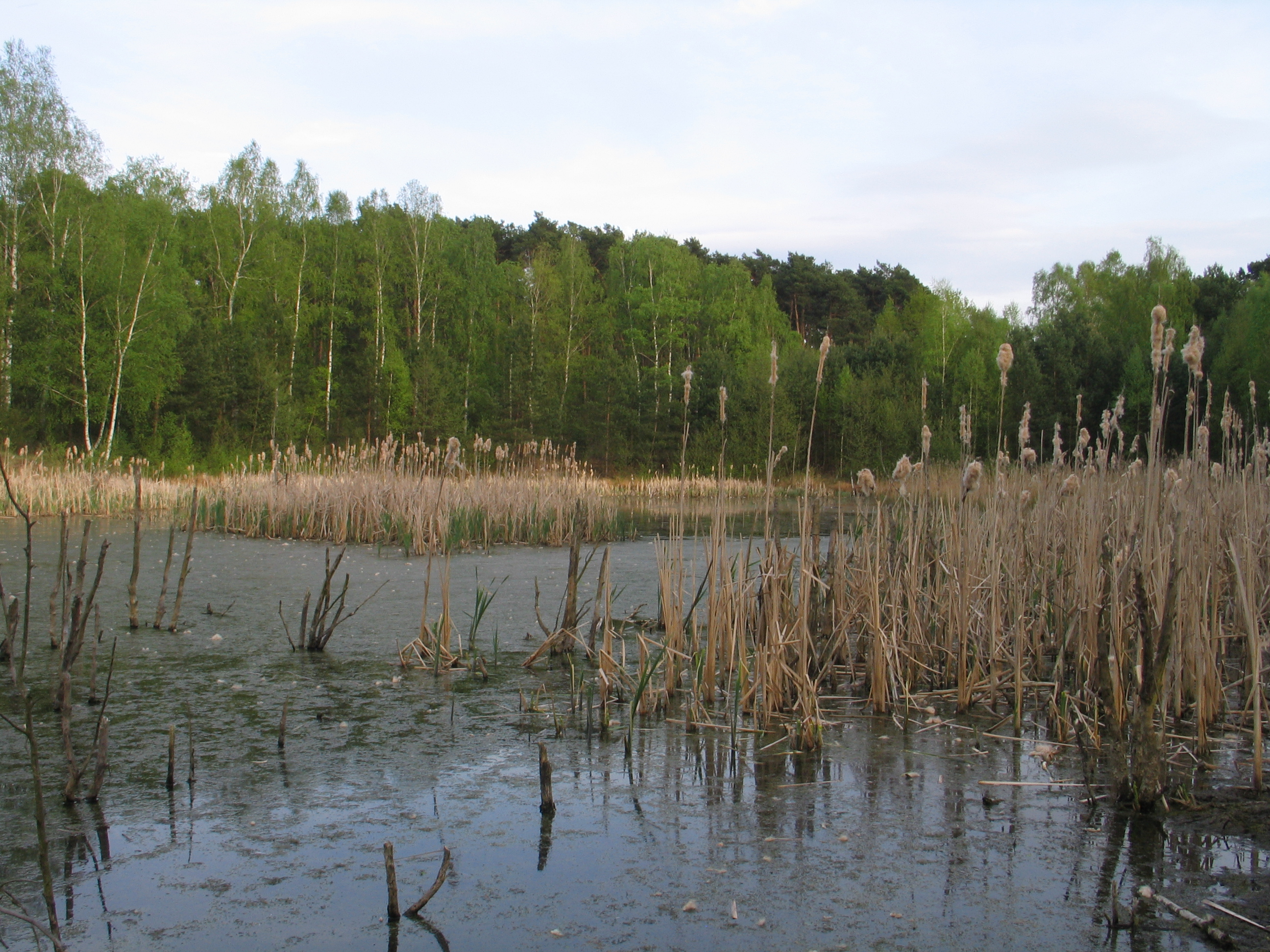
mokradła